# Cantone di Rethel
Il Cantone di Rethel è una divisione amministrativa dell'arrondissement di Rethel.
A seguito della riforma approvata con decreto del 21 febbraio 2014, che ha avuto attuazione dopo le elezioni dipartimentali del 2015, è passato da 17 a 18 comuni.

## Composizione
I 17 comuni facenti parte prima della riforma del 2014 erano:
- Acy-Romance
- Amagne
- Ambly-Fleury
- Arnicourt
- Barby
- Bertoncourt
- Biermes
- Coucy
- Doux
- Mont-Laurent
- Nanteuil-sur-Aisne
- Novy-Chevrières
- Rethel
- Sault-lès-Rethel
- Seuil
- Sorbon
- Thugny-Trugny

Dal 2015 i comuni appartenenti al cantone sono i seguenti 18:
- Acy-Romance
- Amagne
- Ambly-Fleury
- Arnicourt
- Barby
- Bertoncourt
- Biermes
- Corny-Machéroménil
- Coucy
- Doux
- Mont-Laurent
- Nanteuil-sur-Aisne
- Novy-Chevrières
- Rethel
- Sault-lès-Rethel
- Seuil
- Sorbon
- Thugny-Trugny